# 체세나
체세나(이탈리아어: Cesena, 라틴어: Curva Caesena)는 이탈리아 북부 에밀리아로마냐주에 있는 도시로 체세나 현의 현도이다. 인구는 2010년 기준으로 96,386명이다. 로마냐 방언으로 Zisêna라 한다.